# Jesús Vallejo
Jesús Vallejo Lázaro (n. 5 ianuarie 1997, Zaragoza, Aragon, Spania)  este un fotbalist spaniol, care joacă pe post de fundaș la Albacete⁠(d) în Segunda División. Pe plan internațional, are prezențe la națională pentru Spania U-16⁠(d), Spania U17⁠(d), Spania U-19⁠(d), Spania U-21 și Spania U23⁠(d).

## Cariera de club

### Zaragoza
Născut în Zaragoza, Aragon, Vallejo s-a alăturat echipei Real Youth în 2007. Pe 26 iulie 2013, după ce s-a făcut remarcat în echipa Juvenil, a semnat un nou contract cu clubul.
La 23 august 2014, înainte să apară pentru echipa B, Vallejo și-a făcut debutul profesionist, începând cu o remiză 0-0 la Recreativo de Huelva în Segunda División. La 26 decembrie, el și-a prelungit contractul până în 2019. 
Vallejo a marcat primul său gol profesionist pe 5 aprilie, marcând într-o remiză în deplasare de 1-1 împotriva CD Tenerife. În același meci, a fost numit căpitan de echipă de managerul Ranko Popović, rămas în acest rol ulterior.

### Real Madrid
La 31 iulie 2015, Vallejo a semnat un contract de șase ani cu Real Madrid pentru o taxă de 6 milioane de euro, fiind imediat trimis sub formă de  împrumut la Real Zaragoza pentru un an. Vara următoare, s-a mutat în străinătate, după ce a fost de acord cu un contract de împrumut timp de un an cu clubul german Eintracht Frankfurt.
Debutul lui Vallejo în Bundesliga a avut loc pe 27 august 2016 într-o victorie de 1-0 acasă față de FC Schalke 04. A marcat un gol într-o remiza 2-2 contra celor de la RB Leipzig
La 7 iulie 2017, Vallejo a fost declarat fiind ca jucător a lui Real Madrid și membru al primei echipe pentru viitorul sezon. I s-a înmânat tricoul cu numărul 3, purtat anterior de Pepe. Debutul său oficial a avut loc pe 26 octombrie, în Copa Del Rey într-o victorie de 2-0 în deplasare împotriva la CF Fuenlabrada. Debutul său oficial în La Liga a avut loc zece zile mai târziu, victorie 3-0 la domiciliu Împotriva la Las Palmas. 
Profitând de accidentarea lui Nacho și suspendarea lui Ramos, Vallejo a debutat în Liga Campionilor la 11 aprilie 2018, jucând întregul meci la domiciliu, pierdere de 1-3 la Juventus în a doua etapă a sferturilor de finală, scorul final fiind 4-3 pentru Real Madrid.
Din cauza suspendărilor și accidentărilor, Vallejo a fost titular în victoria pe teren propriu cu 4-0 împotriva lui Espanyol pe 30 aprilie 2022, în meciul în care Real Madrid și-a asigurat al 35-lea titlu de campioană, avându-l pe Casemiro în centrul defensivei. Cu toate acestea, a jucat doar opt meciuri oficiale în timpul sezonului.
Pe 15 iulie 2023, Vallejo s-a întors la Granada cu un împrumut pe un sezon. A jucat doar 106 minute în a doua sa perioadă, retrogradând pe ultimul loc.
Participarea lui Vallejo la Real Madrid în sezonul 2024-25 a constat în patru apariții: în primul meci, pe 24 septembrie 2024, împotriva lui Alavés, când publicul gazdă i-a cerut lui Carlo Ancelotti să-l introducă cu scorul de 3-0 pentru gazde, l-a înlocuit pe Éder Militão în ultimele 15 minute ale unei victorii finale cu 3-2; de atunci încolo, a coborât și mai mult în ierarhie, jucătorul de tineret Raúl Asencio fiind preferat în locul lui.
Pe 30 mai 2025, Real Madrid a anunțat că Vallejo va părăsi clubul la expirarea contractului său.

#### Wolverhampton
La 27 iulie 2019, Vallejo s-a mutat în Wolverhampton din Premier League, pentru un împrumut de un an.

### Albacete
Pe 14 iulie 2025, Vallejo s-a alăturat echipei Albacete din a doua divizie, prin transfer gratuit, semnând un contract pe doi ani.

## Statistici de carieră
| Club                             | Sezon         | Ligă     | Ligă   | Cupă1    | Cupă1  | Europa   | Europa | Total    | Total  |
| Club                             | Sezon         | Apariții | Goluri | Apariții | Goluri | Apariții | Goluri | Apariții | Goluri |
| -------------------------------- | ------------- | -------- | ------ | -------- | ------ | -------- | ------ | -------- | ------ |
| Zaragoza                         | 2014–15       | 31       | 1      | –        | –      | 0        | 0      | 31       | 1      |
| Zaragoza (împrumutat)            | 2015–16       | 20       | 0      | –        | –      | 0        | 0      | 20       | 0      |
| Eintracht Frankfurt (împrumutat) | 2016–17       | 25       | 1      | 2        | 0      | 0        | 0      | 27       | 1      |
| Real Madrid                      | 2017–18       | 7        | 0      | 4        | 0      | 1        | 0      | 12       | 0      |
| Real Madrid                      | 2018–19       | 5        | 1      | 1        | 0      | 1        | 0      | 7        | 1      |
| Real Madrid                      | Total         | 12       | 1      | 5        | 0      | 2        | 0      | 19       | 1      |
| Wolverhampton (împrumutat)       | 2019–20       | 0        | 0      | 0        | 0      | 2        | 0      | 2        | 0      |
| Total carieră                    | Total carieră | 88       | 3      | 7        | 0      | 4        | 0      | 99       | 3      |

## Palmares
Real Madrid
- Liga Campionilor: 2017-2018
- Campionatul Mondial al Cluburilor FIFA: 2017

## Legături externe
- Real Madrid official profile
- Jesús Vallejo pe BDFutbol
- Jesús Vallejo – pe site-ul UEFA
- Profilul lui Jesús Vallejo pe Soccerway
- en Jesús Vallejo la Olympedia.org